# Македонска студентска корпорация „Шар“
Македонската студентска корпорация „Шар“ е организация на студентите в Софийския университет, бежанци от областта Македония, съществувала от 1935 до 1944 година.

## История
Организацията е основана в 1935 година, като секция на Българския национален студентски съюз. Наследник е на Македонското студентско дружество „Вардар“, закрито от режима на деветнадесетомайците след преврата в 1944 година. Основатели са студентите македонци Христо Огнянов, Аспарух Миников, Стоян Бояджиев, Борис Междуречки.
Македонската студентска копрорация си поставя за цел да продължи дейността на дружество „Вардар“ и да възпитава членовете си в духа на българско родолюбие. Основни дейности чрез които „Шар“ осъществява възпитание и просвета са множество беседи и празнуване на известни събития и почитане на личности, свързани с борбите за освобождение и обединение. Пред членовете на студенстката корпорация изнасят лекции едни от най-изтъкнатите учени от Софийския университет, сред които са Иван Дуйчев, Александър Балабанов, Владислав Алексиев и други. Членовете на дружеството дейно участват в организирането и провеждането на протестни акции и демонстрации на цялата българска младеж срещу Ньойския договор, заради което много от студентите в дружеството са преследвани, арестувани и малтретирани от полицията. През октомври 1938 година Македонската студентска корпорация „Шар“, заедно с македонските дружества в чужбина, Българския народен студентски съюз, Тракийския младежки съюз, Съюза на добруджанските младежи, Западнопокрайнската младежка организация и други младежки организации, изпращат меморандум до министрите на народното просвещение, на войната, на вътрешните работи и до председателя на Народното събрание, в който се заявява между другото, че на 27 ноември 1938 се навършват 19 години от разпокъсването и оковаването на България във веригите на Ньойския договор.
През 1939 година наброяващата над 1500 души корпорация „Шар“ е забранена, а имуществовото ѝ е конфискувано. През септември 1941 година дейността и е възстановена и получава помощи от Министерство на просвещението, ръководството на Софийския университет, бежанските организации, общественици и други. Развива активна дейност в новоосвободените земи и в Егейска Македония. През 1942 година издава специален юбилеен брой на вестник „Свободна Македония“. Някои от членовете ѝ се включват в организации като „Охрана“.
Закрита е след Деветосептемврийския преврат през 1944 година.